# 락 네이션
락 네이션(Roc Nation)은 미국의 힙합레이블로 래퍼 Jay-z가 설립했다, 과거에는 소니 뮤직 엔터테인먼트 산하에 있었으나 현재는 유니버설 뮤직 그룹 산하에 있다.
데프잼과 결별 후, 그는 힙합회사 라이브 네이션의 회사 락 네이션을 설립하고, 계약한다. 현재 노스 캐롤라이나 출신 래퍼 제이 콜을 영입했고, 영국 여성그룹인 '슈가베이비스(Sugababes)'를 영입했다. 그 후 AOMG와 h1ghrmusic의 수장인 박재범을 영입했다.

## 매니지먼트
- 빅 숀
- 캐피털 시티스
- 클라우지아 레이치[2]
- 데미언 말리
- 데미 로바토[3]
- DJ 카밀로[4]
- DJ 칼리드[5]
- DJ 로보[6]
- DJ 머스타드
- 에밀리 산데
- 패볼러스
- 팻 조
- G4SHI
- 그라임스
- HAIM
- 제이 콜
- 제이 일렉트로니카
- 박재범
- 짐 존스
- 저스틴 스카이
- 콘
- 릴 웨인
- 트리스턴 와일즈
- 믹 밀
- 닉 조너스[3]
- 오마리온
- 리한나
- 샤키라
- 스타게이트
- 팀발랜드
- T.I.
- 빅 멘사
- 요 가티

## 소속 가수
- 제이 지
- 리한나
- 머라이어 캐리
- 제이 콜
- 제이 일렉트로니카
- 제이 팍 (박재범)
- 슈가베이비스
- DJ 칼리드
- 로이드 폴라이트
- 릴킴
- 카일리 미노그
- 릴 웨인
- 브릿겟 켈리